# Pallkrage

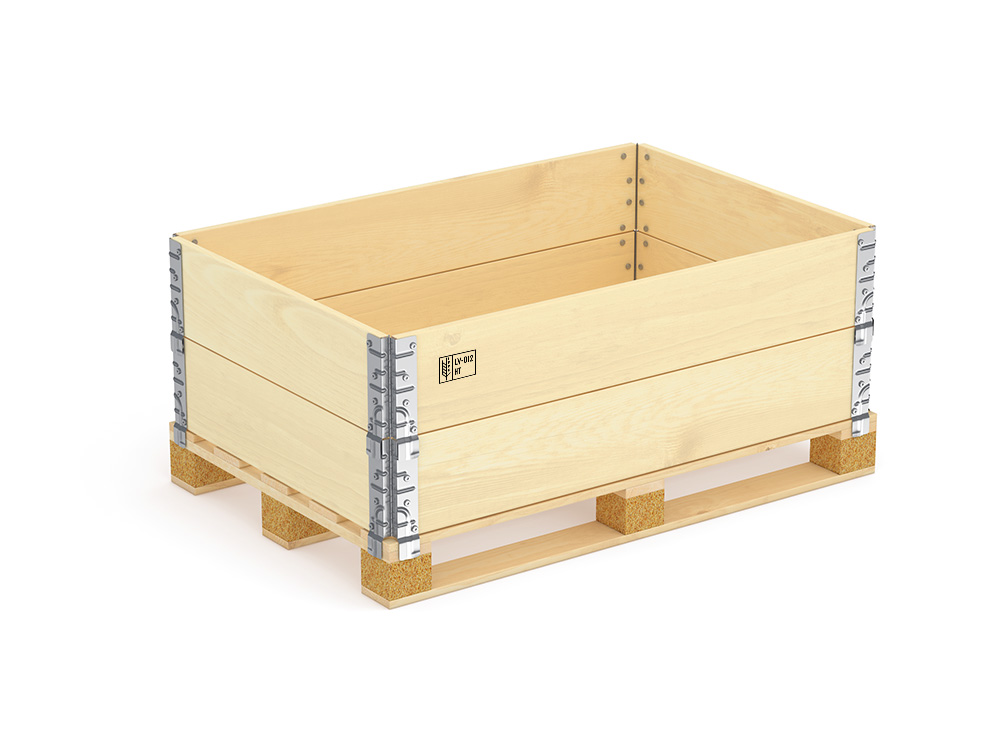
Två pallkragar på en pall.

En pallkrage är en standardiserad produkt av trä eller andra material ursprungligen avsedd  för förvaring, paketering och transport av produkter. Skillnaden från lådor är framförallt  möjligheten att fälla ihop dem när de inte används. Pallkragarna staplas ovanpå varandra för att forma en paketeringslåda och används i transportindustrin. Dess vikt är cirka 9 kg.  
Tillsammans med att containerbaserade transportlösningar ökat i  popularitet har användandet av klassiska trälådor ökat. 

## Konstruktion
En ensam pallkrage består av fyra eller sex trä- eller plastbrädor och fyra eller sex gångjärn i metall, vilka används för att hålla samman brädorna. I syfte att spara utrymme tillåter gångjärnen varje pallkrage att fällas samman. Pallkragar kan användas  tillsammans med andra pallar. Det är den enkla och flexibla konstruktionen som gör att pallkragar sticker ut från mängden av lagrings- och transportlösningar.    

### Standardisering
Standardpallkragar tillverkas av furu (pinus silvestrus) och/eller gran (picea abies). Dessutom används ofta plywood, OSB-skivor eller pallkragar i plast som alternativ. Vart och ett av materialen har fördelar och nackdelar när de jämförs med varandra. Den tillverkas i fyra höjder, vilka kan kombineras: 100, 200, 300 och 400 mm. Tre standardstorlekar tillverkas: 600x800, 800x1200 och 1000x1200 mm. Dessa standardstorlekar fungerar som komplement till de allra flesta vanligtvis använda standardpallarna.
Det är möjligt att tillverka specialanpassade höjder och storlekar. Vidare kan även gångjärnen specialanpassas. Till exempel kan de byggas så att en av kragens sidor kan användas som dörr.

## Fördelar med pallkragar

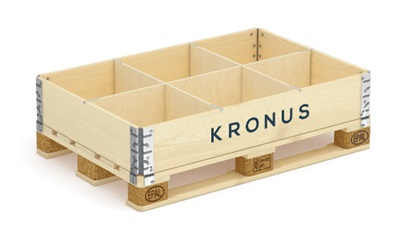
Pallkrage med avdelare

När pallkragar används på rätt sätt är det möjligt att optimera utrymmet både i magasinen och när de transporteras. De är gjorda för att vara snabba och enkla att hantera och montera.

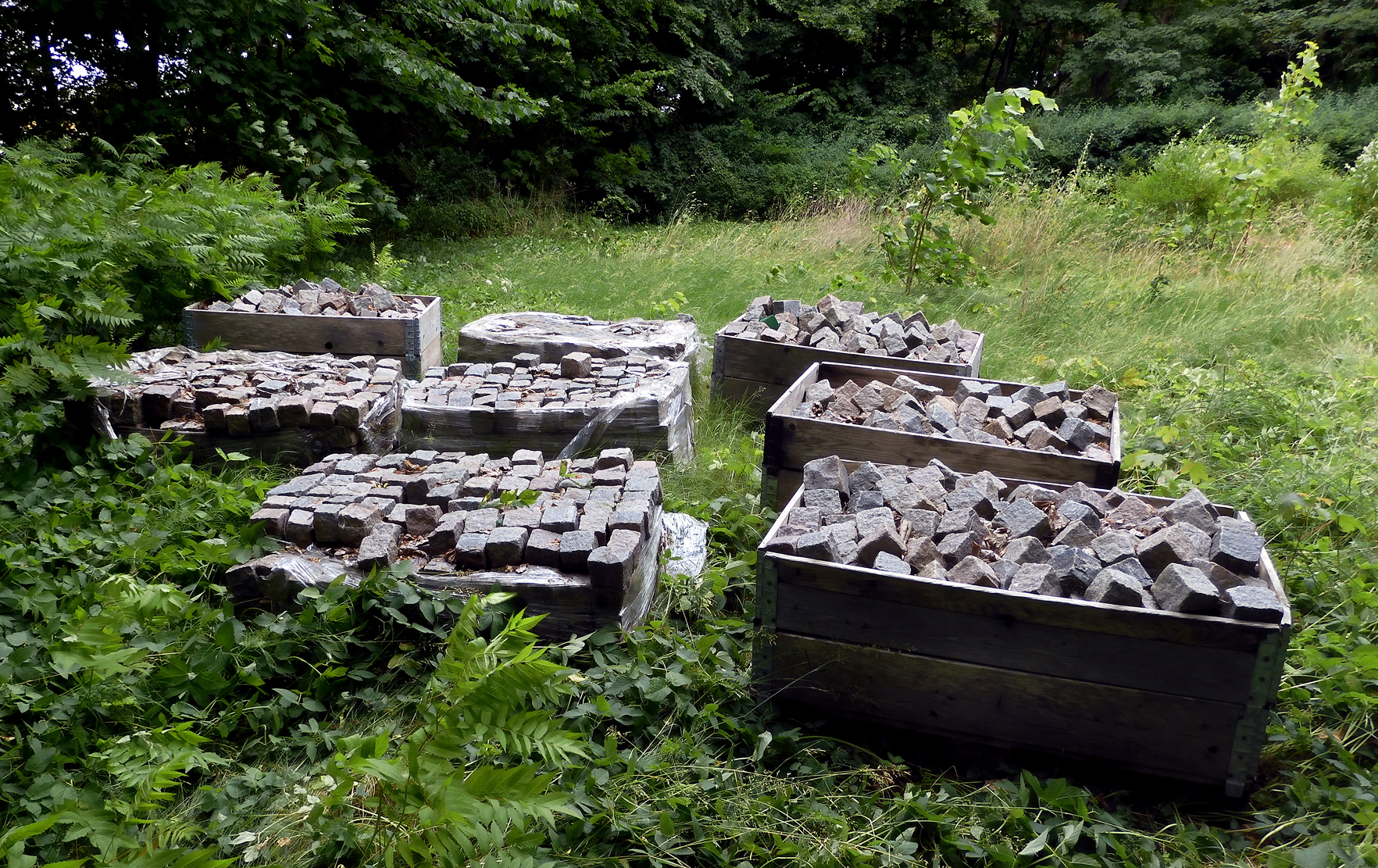
Pallkragar är praktiskt för transport av tungt gods, t.ex. gatsten.

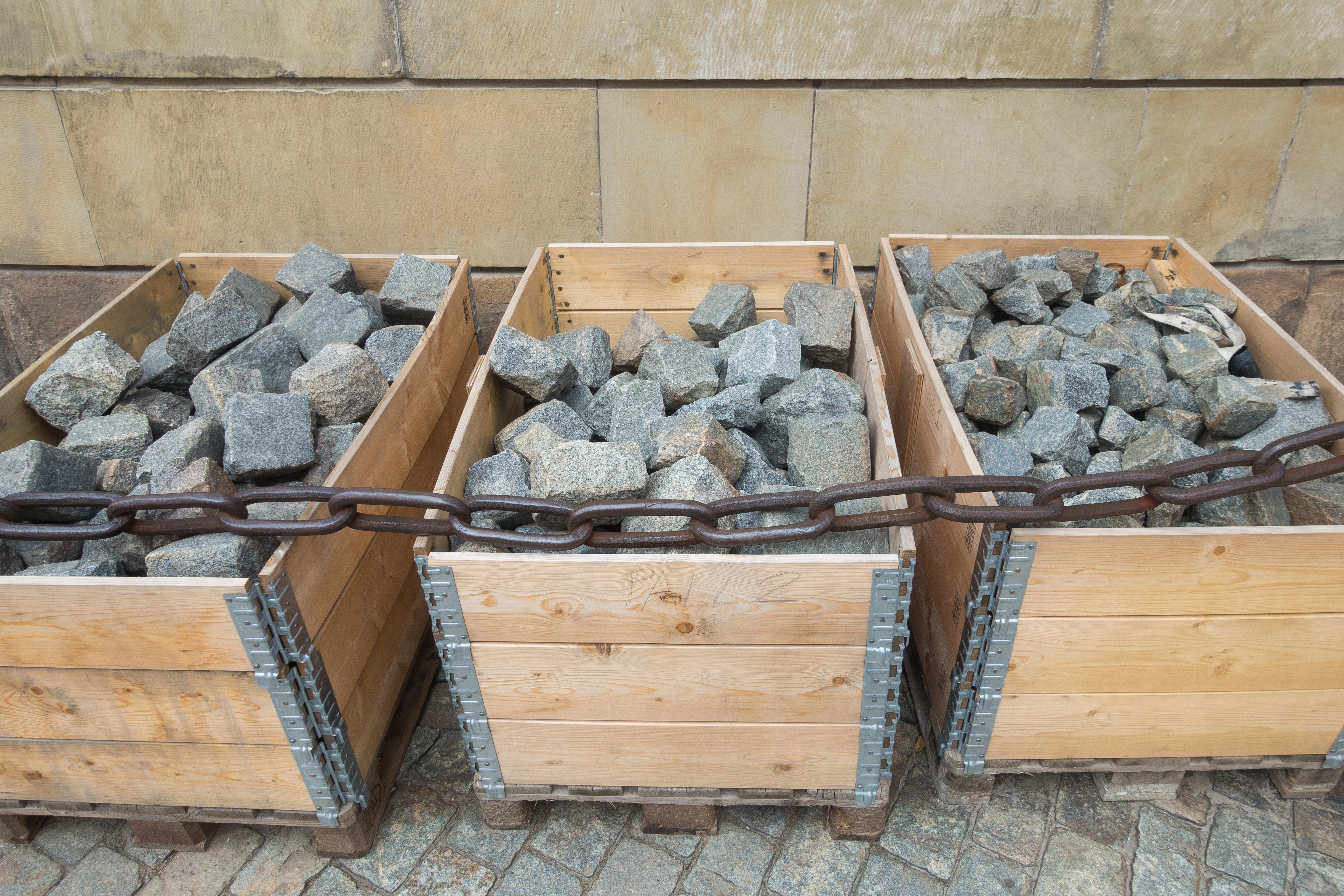
Gatsten i pallkragar utanför Stockholms slott.

När pallkragar inte används och det inte finns några produkter som ska paketeras så är det möjligt att fälla ihop dem, vilket i jämförelse med trälådor gör det möjligt att spara upp till 80 procent utrymme.
Olika slags produkter är möjliga att lagras på pallar utan pallkragar, men de används ändå för säkrare flernivålagring. Genom att kombinera pallkragar med pallar fungerar de som trälådor.
Pallkragar har kommit att användas för att odla i.